# Трейл (біг)
Трейл (англ. trail) — легкоатлетична бігова дисципліна, яка передбачає біг сильно пересіченою місцевістю та бездоріжжям (трейл-крос) та яка проводиться в межах різноманітних ландшафтів (включаючи брудні дороги, лісові стежки, вузькі стежинки) в природних умовах на відкритій місцевості (гори, пустелі, ліси, рівнини тощо) і там де загалом відсутні гарні дороги (бездоріжжя).
У серпні 2015 року Конгрес ІААФ визнав трейл однією з дисциплін легкої атлетики. Правила ІААФ дозволяють включати до трейлових дистанцій відрізки з асфальтовим або бетонним покриттям. Проте такі повинні бути зведені до мінімуму, а їх загальна довжина не повинна перевищувати 20 % від загальної дистанції. Не існує жодних обмежень щодо відстані та перепадів висот при виборі траси змагань.
Трейл, як бігова дисципліна, включає окремі елементи кросу та гірського бігу.

## Особливості дисципліни

### Екіпірування
Багато трейлових бігунів використовують бігове взуття з більш жорсткою підошвою, іноді з нашаруванням пластику задля запобігання пошкодження ступнів ніг камінням та іншими гострими об'єктами.
Правила змагань Світової легкої атлетики наділяють організаторів змагань (зважаючи на погодні умови, рельєф та довжину дистанції, а також інші умови, з якими учасники можуть стикнутись під час бігу) правом встановлювати вимоги до екіпірування учасників задля уникнення проблемних ситуацій або забезпечення можливості подати сигнал тривоги та очікувати в безпечних умовах на прибуття допомоги. Світова легка атлетика прямо зазначає, що спеціальна ковдра/тканина для виживання в холодних умовах, свисток, запас води та харчування має бути, залежно від умов, мінімальним оснащенням кожного учасника змагань. Спортсмени також можуть використовувати палиці для трекінгу за умови дозволу на це від організаторів змагань.

### Допомога на дистанції
Питання пунктів допомоги спортсменам на дистанції (де вони можуть випити води або отримати медичну допомогу) стосується перш за все ультрамарафонських дистанцій трейлових забігів. Правила змагань Світової легкої атлетики визнають, що трейл, як легкоатлетична дисципліна, базується на самозабезпеченні спортсмена, що передбачає його автономність з питань одягу, комунікації, пиття та їжі при проходженні траси між пунктами допомоги. Відповідно, під час змагань пункти допомоги розташовуються на достатньо великих відстанях один від одного вздовж траси, щоб не порушувати вказану автономність, проте за будь-яких умов на відстанях, які водночас можуть забезпечити безпеку життя та здоров'я спортсмена.

## Основні змагання
Світова легка атлетика напряму не організовує глобальні та міжнародні чемпіонати та інші змагання з трейлу. Проведенням останніх опікуються Міжнародна асоціація ультрамарафонців та Міжнародна асоціація трейлового бігу.

### Світ
Чемпіонати світу з трейлу почали проводити з 2007 року з періодичністю раз на два роки. Починаючи з 2015 року, чемпіонат проводиться щорічно.

#### Призери чемпіонатів світу
| Чемпіонат             | Золото                      | Срібло                      | Бронза                 |
| --------------------- | --------------------------- | --------------------------- | ---------------------- |
| 2007 Гантсвіль        | Ярослав Яніцький (POL)      | Марк Вандерлінден (BEL)     | Жозе Азеведу (LUX)     |
| 2009 Серр-Шевальє     | Тома Лорбланше (FRA)        | Дакхірі Шерпа (NEP)         | Маттіас Діппахер (GER) |
| 2011 Коннемара        | Ерік Клавері (FRA)          | Джейсон Лутітт (CAN)        | Патрік Брінже (FRA)    |
| 2013 Ланруст          | Рікі Лайтфут (GBR)          | Флоріан Нойшвандер (GER)    | Жюльєн Ранкон (FRA)    |
| 2015 Аннесі           | Сільвен Кур (FRA)           | Луіс Альберто Ернандо (ESP) | Патрік Брінже (FRA)    |
| 2016 Брага            | Луіс Альберто Ернандо (ESP) | Ніколя Мартен (FRA)         | Сільвен Кур (FRA)      |
| 2017 Бадя Праталья    | Луіс Альберто Ернандо (ESP) | Крістофер Клементе (ESP)    | Седрік Фльоретон (FRA) |
| 2018 Пеньяголоса      | Луіс Альберто Ернандо (ESP) | Крістофер Клементе (ESP)    | Томас Еванс (GBR)      |
| 2019 Міранда-ду-Корву | Джонатан Олбон (GBR)        | Жюльєн Ранкон (FRA)         | Крістіан Матіс (CHE)   |

| Чемпіонат             | Золото                  | Срібло                | Бронза                    |
| --------------------- | ----------------------- | --------------------- | ------------------------- |
| 2007 Гантсвіль        | Норімі Сакурай (JPN)    | Хелена Кроссан (IRL)  | Адела Солт (GBR)          |
| 2009 Серр-Шевальє     | Сесілія Мора (ITA)      | Анджела Мадж (GBR)    | Ліззі Хоукер (GBR)        |
| 2011 Коннемара        | Мод Гобер (FRA)         | Сесілія Мора (ITA)    | Люсі Колхун (GBR)         |
| 2013 Ланруст          | Наталі Моклер (FRA)     | Орелія Труель (FRA)   | Марія Кьяра Паріджи (ITA) |
| 2015 Аннесі           | Наталі Моклер (FRA)     | Каролін Шаверо (FRA)  | Майте Майора (ESP)        |
| 2016 Брага            | Каролін Шаверо (FRA)    | Азара Гарсія (ESP)    | Рагна Дебац (NED)         |
| 2017 Бадя Праталья    | Аделін Рош (FRA)        | Амандін Феррато (FRA) | Сільвія Рампаццо (ITA)    |
| 2018 Пеньяголоса      | Рагна Дебац (NLD)       | Лая Каньєс (ESP)      | Клер Мугель (FRA)         |
| 2019 Міранда-ду-Корву | Бландін Лірондель (FRA) | Рут Крофт (NZL)       | Шейла Авілес (ESP)        |

### Україна
В Україні з 2015 року Федерація легкої атлетики України проводить чемпіонат України з трейлу. Крім цього, як одночасно з національним чемпіонатом, так і окремо проводяться різні змагання з трейлового бігу, зокрема «Runa Run» (Перечинщина), «Ice Trail» (Жовква), «Burning Heads» (Зелені хутори Таврії), Chornohora Sky Marathon (Чорногірський Хребет), «Wet Hills», «Гуцул трейл» (Вижниця), «Дземброня трейл» (Дземброня), «Pirogovo Trail Run» (Київ), «Соснівка-трейл» (Кременчук), «Трейл Карпатія» (Воловець).

#### Призери чемпіонатів України
Чоловіки
| Чемпіонат    | Золото                                 | Срібло                                        | Бронза                               |
| ------------ | -------------------------------------- | --------------------------------------------- | ------------------------------------ |
| 2015         | Руслан Красовський Сумська область     | Олександр Марчук Вінницька область            | Олег Якимчук Вінницька область       |
| 2016         | Андрій Півень Дніпропетровська область | Андрій Ткач Львівська область                 | Дмитро Джміль Закарпатська область   |
| 2017         | Сергій Попов Київ                      | Володимир Крицкалюк Івано-Франківська область | Сергій Сапіга Тернопільська область  |
| 2018         | Олег Сурженко Київ                     | Сергій Сапіга Тернопільська область           | Валерій Шипунов Львівська область    |
| 2019         | Сергій Попов Київ                      | Андрій Ткачук Львівська область               | Олексій Борисенко Київ               |
| 2020         | чемпіонат не проводився                |                                               |                                      |
| 2021 (40 км) | Олександр Ченікало Львівська область   | Сергій Расчупкін Закарпатська область         | Богдан Добранський Львівська область |
| 2021 (80 км) | Андрій Ткачук Закарпатська область     | Олександр Скороход Київ                       | Сергій Попов Київ                    |
| 2022         | чемпіонат не проводився                |                                               |                                      |

Жінки
| Чемпіонат    | Золото                             | Срібло                         | Бронза                             |
| ------------ | ---------------------------------- | ------------------------------ | ---------------------------------- |
| 2015         | Оксана Рябова Чернігівська область | Оксана Тасанова Київ           | Наталія Подольчак Київ             |
| 2016         | Кристина Братасюк Київ             | Марта Грек Київ                | Ліна Сабайте АР Крим               |
| 2017         | Кристина Братасюк Київ             | Аліса Діхтенко Київ            | Дар'я Боднар Львівська область     |
| 2018         | Юлія Тарасова Одеська область      | Дар'я Боднар Львівська область | Оксана Рябова Чернігівська область |
| 2019         | Юлія Тарасова Одеська область      | Наталія Гусиніна Київ          | Олена Хашко Київ                   |
| 2020         | чемпіонат не проводився            |                                |                                    |
| 2021 (40 км) | Поліна Захарова Київ               | Валентина Горбань Київ         | Софія Прохнавець Київ              |
| 2021 (80 км) | Юлія Тарасова Одеська область      | Олена Хашко Київ               | не вручалась                       |
| 2022         | чемпіонат не проводився            |                                |                                    |